# BOV装甲兵員輸送車
BOV装甲兵員輸送車（セルビア語: Борбено оклопно возило、クロアチア語: Borbeno Oklopno Vozilo）は、ユーゴスラビア社会主義連邦共和国で設計された4輪式の装甲兵員輸送車（装輪装甲車）である。

## 概要
この車輌は8人の完全武装兵を収容可能であり、旧ユーゴスラビアにおいてユーゴ連邦軍が使用したほか、ユーゴ連邦の治安部隊や各共和国（スロベニア、クロアチア、ボスニア・ヘルツェゴビナ、セルビア、モンテネグロ、マケドニア）の郷土防衛隊（en）などの準軍事組織が運用していた上、現在でもスロベニア、クロアチア、ボスニア・ヘルツェゴビナ、セルビアの軍や警察、国家憲兵が運用している。
BOVは旧ユーゴスラビア構成国で採用国が多いが、バングラデシュが平和維持活動用に運用した。実戦投入として1990年より始まったユーゴスラビア紛争がある。

## 派生型
BOV-1
9M14マリュートカ対戦車ミサイル発射機6基を搭載した車輌。
BOV-3
M55A4B1 20mm機関砲を3門搭載した自走式対空砲。
BOV-30
30mm機関砲を装備した対空車輌。

BOV-M
警察用装甲車。暴動鎮圧用に機関銃、放水銃、催涙ガス弾発射機、さらに車体側面に左右正面方向へ展開可能な金網を装備している。
BOV-M [TAB-71 Turret]
クロアチア製の改修型。TAB-71砲塔を搭載。

BOV-SN
戦場救急車仕様。
BOV-P
装甲兵員輸送車仕様の試作車。
BOV-VP
装甲兵員輸送車仕様の標準型。
BOV-VP [Variant 1]
治安部隊仕様。銃架に鋼鉄製防盾を装備。
BOV-VP [Variant 2]
治安部隊仕様。銃架の防盾は無いが、サーチライトを装備している。
BOV-VP [Variant 3]
治安部隊仕様。金網式の窓覆いを装備するのみ。
BOV-VP [Variant 4]
治安部隊仕様。スラット式装甲を排除している。
BOV-VP [Variant 5]
治安部隊仕様。エンジンデッキにラウドスピーカーを装備している。

POLO M-83
BOV-1のクロアチア仕様。

## 運用国
- クロアチア - 2024年時点で、クロアチア陸軍が20両のBOV-1戦車駆逐車、10両のBOV-3自走対空砲を保有[1]。

## ギャラリー

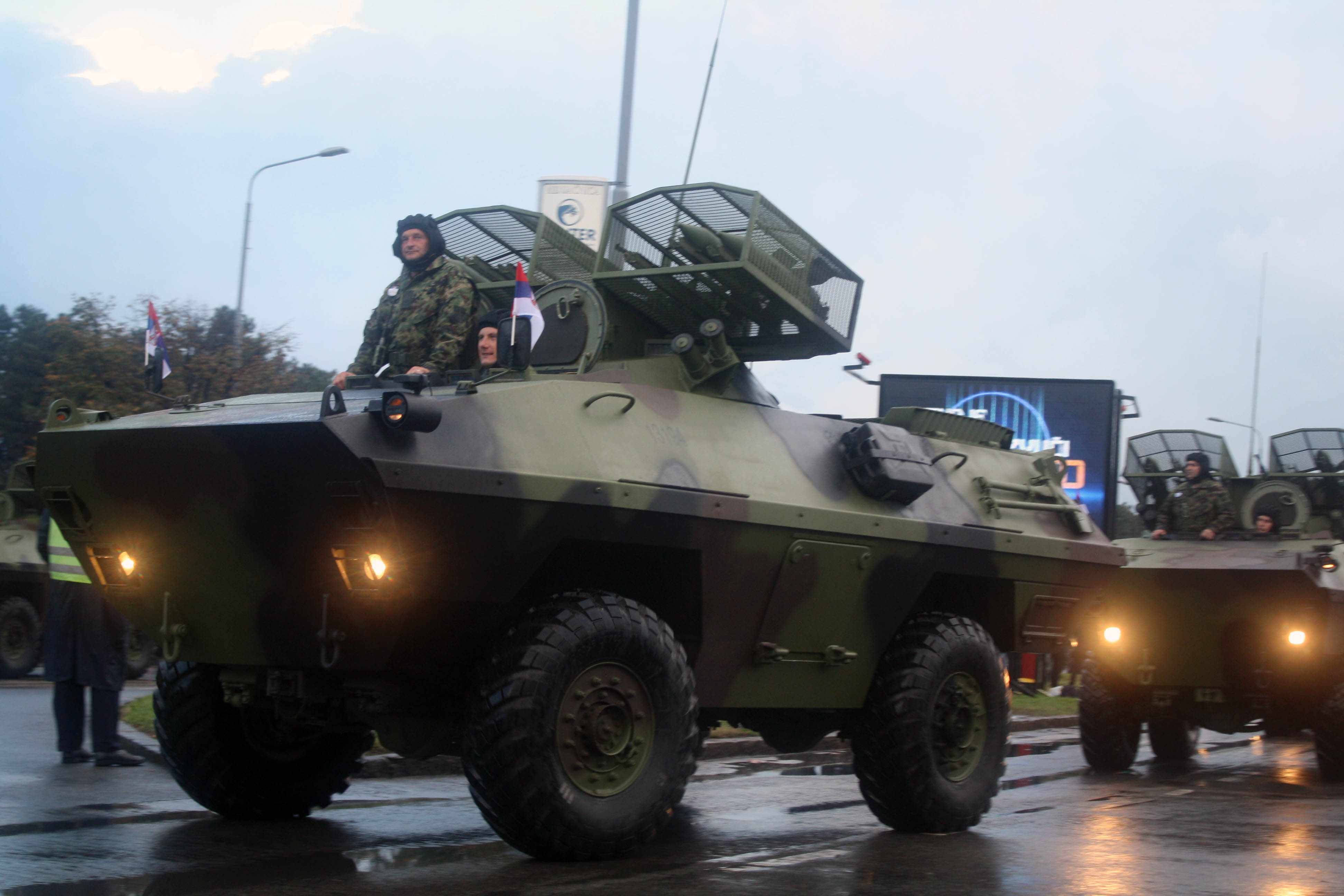
BOV-1戦車駆逐車
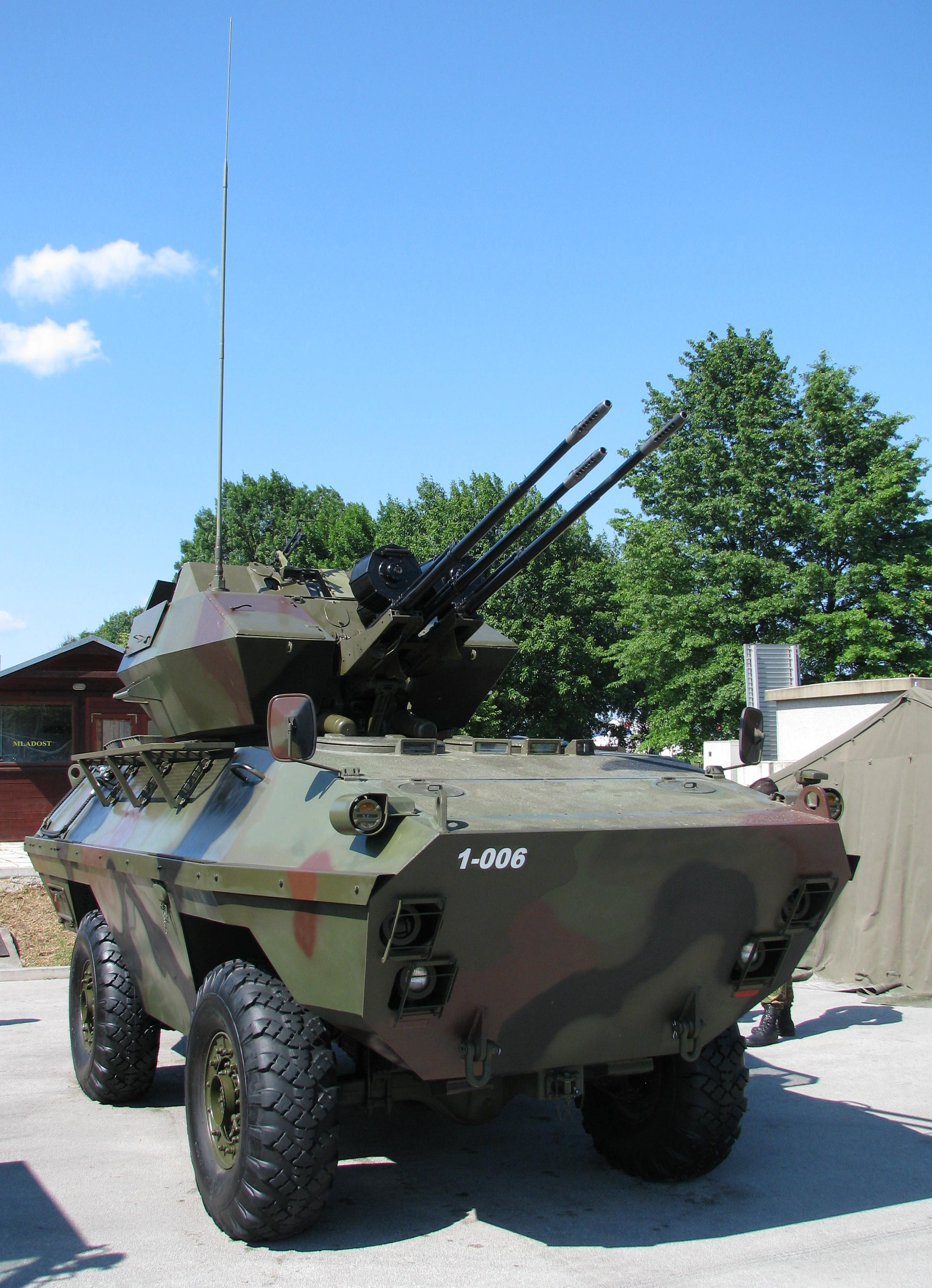
BOV-3自走式対空砲
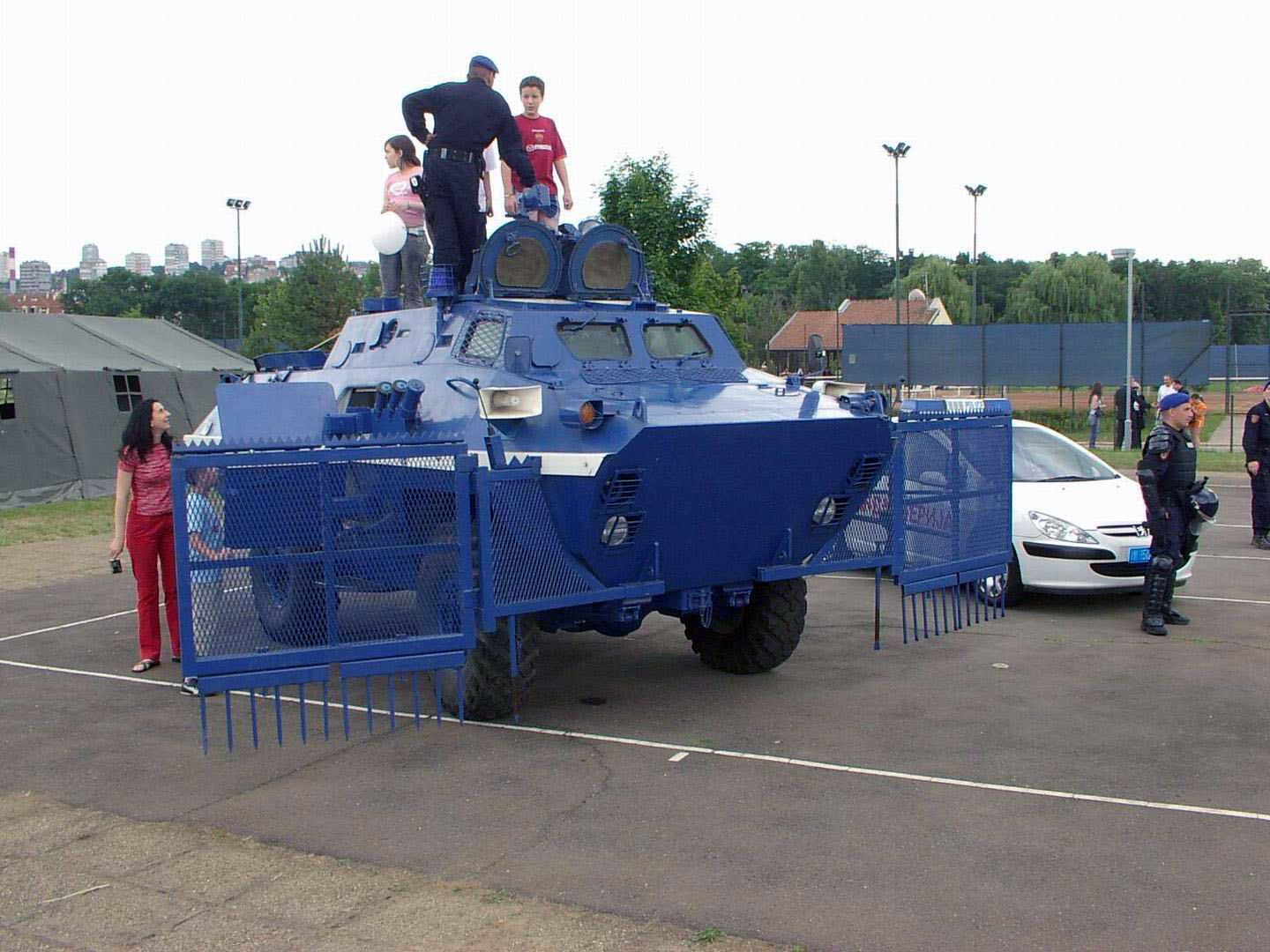
セルビア国家憲兵のBOV-M